# Степаниковское сельское поселение
Степаниковское сельское поселение — муниципальное образование в составе Вяземского района Смоленской области России.
Административный центр — село Новый.
Главой поселения и Главой администрации является Петров Александр Иванович .

## Географические данные
- Расположение: центральная часть Вяземского района
- Граничит:
  - на севере — с Новосельским сельским поселением
  - на северо-востоке — с Ермолинским сельским поселением
  - на востоке — с Исаковским сельским поселением
  - на юге — с Ефремовским сельским поселением
  - на юго-западе — с Кайдаковским сельским поселением
  - на западе — с Вязьма-Брянским сельским поселением
  - на северо-западе — с Вяземским городским поселением
- По территории поселения проходят железные дороги: Вязьма — Занозная (станция: Колозовка), Вязьма — Калуга (станции: о.п. 11-й км, Пыжевка, о.п. 18-й км).
- По территории поселения проходит автодорога Вязьма — Тёмкино.

## История
Образовано Законом Смоленской области от 28 декабря 2004 года.
Законом Смоленской области от 25 мая 2017 года в Степаниковское сельское поселение были включены все населённые пункты упразднённого Исаковского сельского поселения.

## Экономика
Сельхозпредприятия, магазины, добыча инертных стройматериалов.

## Население
| 2011  | 2012  | 2013  | 2014  | 2015  | 2016  | 2017  |
| ----- | ----- | ----- | ----- | ----- | ----- | ----- |
| 1403  | →1403 | ↘1401 | ↘1400 | →1400 | ↘1388 | ↘1368 |
| 2018  | 2019  | 2020  | 2021  |       |       |       |
| ↗1980 | ↘1942 | ↘1904 | ↘1750 |       |       |       |

## Населённые пункты
В состав поселения входят 38 населённых пунктов:
| №  | Населённый пункт | Тип     | Население |
| -- | ---------------- | ------- | --------- |
| 1  | Большая Азаровка | деревня | 10        |
| 2  | Бочкино          | деревня | 10        |
| 3  | Горки            | деревня | 7         |
| 4  | Городок          | деревня | 14        |
| 5  | Гужово           | деревня | 9         |
| 6  | Двоевка          | деревня | 20        |
| 7  | Жегловка         | деревня | 0         |
| 8  | Зикеево          | деревня | 7         |
| 9  | Исаково          | село    | 614       |
| 10 | Клин             | деревня | 0         |
| 11 | Колозовка        | деревня | 3         |
| 12 | Коршуны          | деревня | 7         |
| 13 | Костылевка       | деревня | 4         |
| 14 | Коханово         | деревня | 11        |
| 15 | Крутое           | деревня | 4         |
| 16 | Кумовая Яма      | деревня | 4         |
| 17 | Логвино          | деревня | 6         |
| 18 | Лукино           | деревня | 6         |
| 19 | Малая Азаровка   | деревня | 10        |
| 20 | Малинки          | деревня | 7         |
| 21 | Митьково         | деревня | 7         |
| 22 | Миханово         | деревня | 7         |
| 23 | Никитинка        | деревня | 5         |
| 24 | Новое Рожново    | деревня | 12        |
| 25 | Ново-Никольское  | деревня | 399       |
| 26 | Новый            | село    | 654       |
| 27 | Петрушино        | деревня | 2         |
| 28 | Пушкино          | деревня | 5         |
| 29 | Пыжовка          | деревня | 27        |
| 30 | Рыжково          | деревня | 13        |
| 31 | Рябиково         | деревня | 0         |
| 32 | Сазоново         | деревня | 1         |
| 33 | Синеево          | деревня | 21        |
| 34 | Сомово           | деревня | 4         |
| 35 | Степаники        | деревня | 31        |
| 36 | Тюхменево        | деревня | 11        |
| 37 | Уда              | деревня | 4         |
| 38 | Шиманово         | деревня | 39        |